# Beautiful Vision
Beautiful Vision è il tredicesimo album discografico in studio del cantautore britannico Van Morrison, pubblicato nel 1982.

## Tracce
Tutte le tracce sono di Van Morrison tranne dove indicato.
Side 1
1. Celtic Ray — 4:11
2. Northern Muse (Solid Ground) -— 4:05
3. Dweller on the Threshold (Van Morrison, Hugh Murphy) — 4:49
4. Beautiful Vision — 4:08
5. She Gives Me Religion — 4:33

Side 2
1. Cleaning Windows — 4:43
2. Vanlose Stairway — 4:10
3. Aryan Mist (Morrison, Murphy) — 4:00
4. Across the Bridge Where Angels Dwell (Morrison, Murphy) — 4:31
5. Scandinavia — 6:41

## Formazione
- Van Morrison - voce, chitarra, chitarra
- David Hayes - basso
- Mark Isham - sintetizzatore, tromba
- Rob Wasserman - basso
- John Allair - organo
- Herbie Armstrong - chitarra
- Pee Wee Ellis - sassofono, flauto
- Tom Donlinger - batteria
- Chris Hayes - chitarra
- Mark Knopfler - chitarra
- Gary Mallaber - batteria
- Pauline Lozana - cori
- Chris Michie - chitarra
- Michele Segan - percussioni
- Sean Fulsom - uilleann pipes
- Bianca Thornton - cori
- Peter Van Hooke - batteria

## Classifiche
| Anno | Classifica                          | Posizione raggiunta |
| ---- | ----------------------------------- | ------------------- |
| 1982 | Regno Unito (Official Albums Chart) | 31                  |